# Großer Preis von China 2008
Der Große Preis von China 2008 (offiziell 2008 Formula 1 Sinopec Chinese Grand Prix) fand am 19. Oktober auf dem Shanghai International Circuit in Shanghai statt und war das 17. Rennen der Formel-1-Weltmeisterschaft 2008.

## Berichte

### Hintergrund
Nach dem Großen Preis von Japan führte Lewis Hamilton in der Fahrerwertung mit fünf Punkten vor Felipe Massa und mit zwölf Punkten vor Robert Kubica. Bei zwei ausstehenden Rennen hatten alle drei noch Chancen auf den Weltmeistertitel. In der Konstrukteurswertung führte Ferrari mit sieben Punkten vor McLaren-Mercedes und mit 14 Punkten vor BMW Sauber.
Mit Fernando Alonso, Rubens Barrichello, Hamilton und Kimi Räikkönen (jeweils einmal) traten vier ehemalige Sieger zu diesem Grand-Prix an.

### Training
Im ersten freien Training setzte Hamilton mit 1:35,630 Minuten die Bestzeit, gefolgt von Massa und Räikkönen.
Das zweite freie Training schloss wiederum Hamilton als Schnellster in 1:35,750 Minuten ab. Ihm folgten die beiden Renault von Alonso und Nelson Piquet jr.
Im dritten freien Training sicherte sich Nick Heidfeld mit 1:36,061 Minuten die schnellste Zeit vor Hamilton und Kubica. Mark Webber beendete das Training vorzeitig mit einem Motorschaden.

### Qualifikation
Das Qualifying bestand aus drei Teilen mit einer Nettolaufzeit von 45 Minuten. Im ersten Qualifying-Segment (Q1) hatten die Fahrer 18 Minuten Zeit, um sich für das Rennen zu qualifizieren. Die besten 15 Fahrer erreichten den nächsten Teil. Hamilton war Schnellster. Die beiden Force-India-Piloten sowie David Coulthard, Kazuki Nakajima und Jenson Button schieden aus.
Der zweite Abschnitt (Q2) dauerte 15 Minuten. Die schnellsten zehn Piloten qualifizierten sich für den dritten Teil des Qualifyings. Hamilton war erneut Schnellster. Nico Rosberg, Barrichello, Timo Glock, Kubica und Piquet, jr. schieden aus.
Der letzte Abschnitt (Q3) ging über eine Zeit von zwölf Minuten, in denen die ersten zehn Startpositionen vergeben wurden. Hamilton fuhr die Bestzeit und sicherte sich so seine insgesamt 13. Pole-Position. Ihm folgten die beiden Ferrari von Räikkönen und Massa auf den Plätzen zwei und drei.

### Rennen
Webber musste nach seinem Defekt im dritten freien Training den Motor wechseln und wurde um zehn Startplätze von Platz sechs auf 16 zurückversetzt. Heidfeld war wegen Behinderung von Coulthard um drei Plätze zurückversetzt worden und startete von Platz neun. Die Ferrari- und Williams-Piloten starteten als einzige auf weichen Reifen.
Hamilton konnte am Start seine Führung verteidigen. Kovalainen ging an Alonso vorbei, verlor seine Position am Ende der ersten Runde jedoch wieder. Heidfeld und Kubica konnten am Start drei Positionen gewinnen. Sébastien Bourdais kollidierte mit Jarno Trulli, wodurch Bourdais weit zurückfiel. Trulli kam zur Reparatur an die Box, musste danach jedoch aufgeben.
Webber konnte sowohl Glock als auch Barrichello überholen. Kubica, weiter vorne im Feld, verbesserte seine Startposition und rückte vom elften auf den achten Platz hinter Vettel vor. An der Spitze konnte Hamilton seinen Vorsprung auf die Ferraris kontinuierlich ausbauen. Im anderen McLaren hatte Kovalainen Probleme, er fuhr ca. zwei Sekunden pro Runde langsamer als Hamilton und verlor den Anschluss an Alonso auf Heidfeld.
Webber kam als erster zu einem regulären Boxenstopp (Runde zwölf). Die Topfahrer absolvierten ihre Stopps in der 14. und 37. (Massa) bzw. 15. und 38. Runde (Hamilton und Räikkönen). Zu Verschiebungen kam es dadurch nicht, Hamilton konnte jedoch seinen Vorsprung ausbauen.
Kovalainen erlitt in Runde 35 einen Reifenschaden. Der McLaren humpelte mit dem kaputten Reifen über die Strecke zurück in die Boxengasse und kam als 17. wieder zurück. Nach der zweiten Runde der Boxenstopps führte Hamilton 13 Sekunden vor Räikkönen, Räikkönen mehr als 2,5 Sekunden vor Massa.
Beim Überrunden von Giancarlo Fisichella verlor Räikkönen zusätzlich Zeit und hatte keine Chance mehr gegen Hamilton. Es folgte ein umstrittenes Manöver: In der 49. Runde ließ er sich hinter Massa zurückfallen. Unterdessen parkte Kovalainen sein Auto in der McLaren-Garage und schied aus dem Rennen aus, da sein Team wegen eines Problems mit der Motorhydraulik kein Risiko einging.

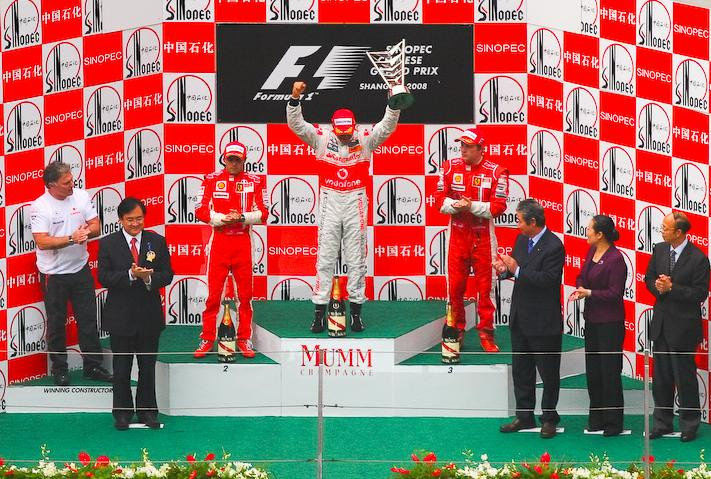
Das Podium mit Felipe Massa, Lewis Hamilton und Kimi Räikkönen

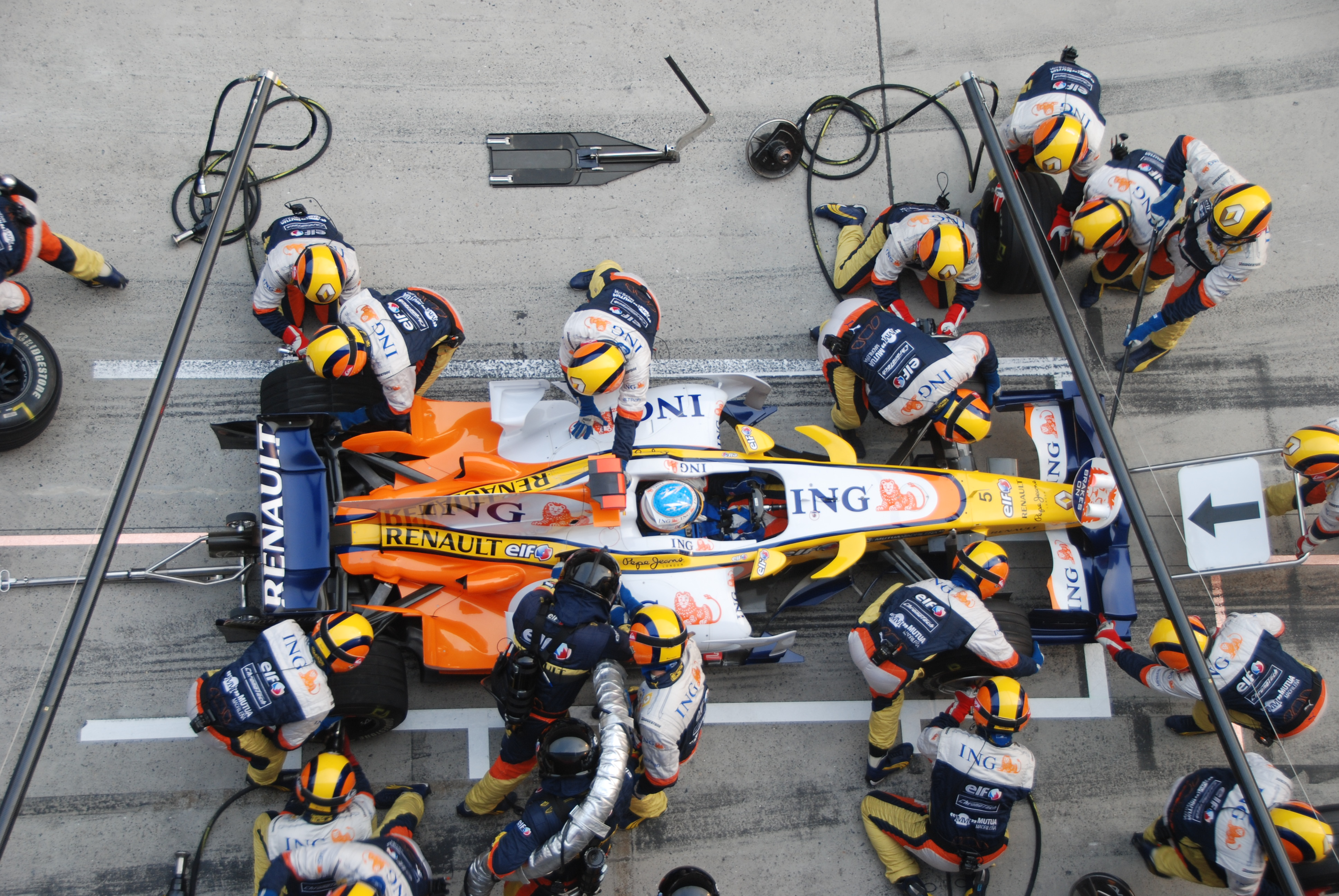
Fernando Alonso beim Boxenstopp

Hamilton holte sich seinen fünften Saisonsieg vor Massa und Räikkönen. Gegen Ende des Rennens kam Alonso noch an Räikkönen heran, konnte ihn jedoch nicht mehr überholen, er wurde Vierter. Auf den weiteren Punkterängen folgten Heidfeld, Kubica, Glock mit einer Ein-Stopp-Strategie und Piquet jr. Für Hamilton war es der neunte Sieg in der Formel-1-Weltmeisterschaft.
Mit Platz sechs hatte Kubica keine Chance mehr, die Fahrer-WM noch zu gewinnen. In der Konstrukteurswertung blieben die ersten drei Positionen unverändert.

## Meldeliste
| Team                      | Nr. | Fahrer               | Chassis           | Motor                | Reifen |
| ------------------------- | --- | -------------------- | ----------------- | -------------------- | ------ |
| Scuderia Ferrari Marlboro | 01  | Kimi Räikkönen       | Ferrari F2008     | Ferrari 2.4 V8       | B      |
| Scuderia Ferrari Marlboro | 02  | Felipe Massa         | Ferrari F2008     | Ferrari 2.4 V8       | B      |
| BMW Sauber F1 Team        | 03  | Nick Heidfeld        | BMW Sauber F1.08  | BMW 2.4 V8           | B      |
| BMW Sauber F1 Team        | 04  | Robert Kubica        | BMW Sauber F1.08  | BMW 2.4 V8           | B      |
| ING Renault F1 Team       | 05  | Fernando Alonso      | Renault R28       | Renault 2.4 V8       | B      |
| ING Renault F1 Team       | 06  | Nelson Piquet jr.    | Renault R28       | Renault 2.4 V8       | B      |
| AT&T Williams             | 07  | Nico Rosberg         | Williams FW30     | Toyota 2.4 V8        | B      |
| AT&T Williams             | 08  | Kazuki Nakajima      | Williams FW30     | Toyota 2.4 V8        | B      |
| Red Bull Racing           | 09  | ! David Coulthard    | Red Bull RB4      | Renault 2.4 V8       | B      |
| Red Bull Racing           | 10  | Mark Webber          | Red Bull RB4      | Renault 2.4 V8       | B      |
| Panasonic Toyota Racing   | 11  | Jarno Trulli         | Toyota TF108      | Toyota 2.4 V8        | B      |
| Panasonic Toyota Racing   | 12  | Timo Glock           | Toyota TF108      | Toyota 2.4 V8        | B      |
| Scuderia Toro Rosso       | 14  | Sébastien Bourdais   | Toro Rosso STR2B  | Ferrari 2.4 V8       | B      |
| Scuderia Toro Rosso       | 15  | Sebastian Vettel     | Toro Rosso STR2B  | Ferrari 2.4 V8       | B      |
| Honda Racing F1 Team      | 16  | Jenson Button        | Honda RA108       | Honda 2.4 V8         | B      |
| Honda Racing F1 Team      | 17  | Rubens Barrichello   | Honda RA108       | Honda 2.4 V8         | B      |
| Force India F1 Team       | 20  | Adrian Sutil         | Force India VJM01 | Ferrari 2.4 V8       | B      |
| Force India F1 Team       | 21  | Giancarlo Fisichella | Force India VJM01 | Ferrari 2.4 V8       | B      |
| Vodafone McLaren Mercedes | 22  | Lewis Hamilton       | McLaren MP4-23    | Mercedes-Benz 2.4 V8 | B      |
| Vodafone McLaren Mercedes | 23  | Heikki Kovalainen    | McLaren MP4-23    | Mercedes-Benz 2.4 V8 | B      |

Anmerkungen
1. ↑  McLaren-Mercedes fiel aufgrund einer Strafe infolge der Spionage-Affäre automatisch auf die letzte Position in der Teamrangliste

## Klassifikationen

### Qualifying
| Pos. | Fahrer               | Konstrukteur        | Q1       | Q2       | Q3       | Start |
| ---- | -------------------- | ------------------- | -------- | -------- | -------- | ----- |
| 01   | Lewis Hamilton       | McLaren-Mercedes    | 1:35,566 | 1:34,947 | 1:36,303 | 01    |
| 02   | Kimi Räikkönen       | Ferrari             | 1:35,983 | 1:35,355 | 1:36,645 | 02    |
| 03   | Felipe Massa         | Ferrari             | 1:35,971 | 1:36,889 | 1:36,874 | 03    |
| 04   | Fernando Alonso      | Renault             | 1:35,769 | 1:35,461 | 1:36,927 | 04    |
| 05   | Heikki Kovalainen    | McLaren-Mercedes    | 1:35,623 | 1:35,216 | 1:36,930 | 05    |
| 06   | Mark Webber          | Red Bull-Renault    | 1:36,238 | 1:35,686 | 1:37,083 | 16    |
| 07   | Nick Heidfeld        | BMW Sauber          | 1:36,224 | 1:35,403 | 1:37,201 | 09    |
| 08   | Sebastian Vettel     | Toro Rosso-Ferrari  | 1:35,752 | 1:35,386 | 1:37,685 | 06    |
| 09   | Jarno Trulli         | Toyota              | 1:36,104 | 1:35,715 | 1:37,934 | 07    |
| 10   | Sébastien Bourdais   | Toro Rosso-Ferrari  | 1:36,239 | 1:35,478 | 1:38,885 | 08    |
| 11   | Nelson Piquet jr.    | Renault             | 1:36,029 | 1:35,722 | –        | 10    |
| 12   | Robert Kubica        | BMW Sauber          | 1:36,503 | 1:35,814 | –        | 11    |
| 13   | Timo Glock           | Toyota              | 1:36,210 | 1:35,937 | –        | 12    |
| 14   | Rubens Barrichello   | Honda               | 1:36,640 | 1:36,079 | –        | 13    |
| 15   | Nico Rosberg         | Williams-Toyota     | 1:36,239 | 1:36,210 | –        | 14    |
| 16   | David Coulthard      | Red Bull-Renault    | 1:36,731 | –        | –        | 15    |
| 17   | Kazuki Nakajima      | Williams-Toyota     | 1:36,863 | –        | –        | 17    |
| 18   | Jenson Button        | Honda               | 1:37,053 | –        | –        | 18    |
| 19   | Adrian Sutil         | Force India-Ferrari | 1:37,730 | –        | –        | 19    |
| 20   | Giancarlo Fisichella | Force India-Ferrari | 1:37,739 | –        | –        | 20    |

Anmerkungen
1. ↑  Webber erhielt aufgrund eines Motorenwechsels eine Startplatzstrafe von zehn Plätzen.
2. ↑  Heidfeld wurde aufgrund einer Behinderung von Coulthard um drei Startplätze zurückversetzt.

### Rennen
| Pos. | Fahrer               | Konstrukteur        | Runden | Stopps | Zeit        | Start | Schnellste Runde |
| ---- | -------------------- | ------------------- | ------ | ------ | ----------- | ----- | ---------------- |
| 01   | Lewis Hamilton       | McLaren-Mercedes    | 56     | 2      | 1:31:57,403 | 01    | 1:36,325 (13.)   |
| 02   | Felipe Massa         | Ferrari             | 56     | 2      | + 14,925    | 03    | 1:36,591 (36.)   |
| 03   | Kimi Räikkönen       | Ferrari             | 56     | 2      | + 16,445    | 02    | 1:36,483 (14.)   |
| 04   | Fernando Alonso      | Renault             | 56     | 2      | + 18,370    | 04    | 1:36,659 (56.)   |
| 05   | Nick Heidfeld        | BMW Sauber          | 56     | 2      | + 28,923    | 09    | 1:36,498 (56.)   |
| 06   | Robert Kubica        | BMW Sauber          | 56     | 2      | + 33,219    | 11    | 1:36,854 (56.)   |
| 07   | Timo Glock           | Toyota              | 56     | 1      | + 41,722    | 12    | 1:36,727 (56.)   |
| 08   | Nelson Piquet jr.    | Renault             | 56     | 2      | + 56,645    | 10    | 1:36,996 (56.)   |
| 09   | Sebastian Vettel     | Toro Rosso-Ferrari  | 56     | 2      | + 1:04,339  | 06    | 1:37,212 (55.)   |
| 10   | David Coulthard      | Red Bull-Renault    | 56     | 1      | + 1:14,842  | 15    | 1:37,753 (27.)   |
| 11   | Rubens Barrichello   | Honda               | 56     | 2      | + 1:25,061  | 13    | 1:37,845 (56.)   |
| 12   | Kazuki Nakajima      | Williams-Toyota     | 56     | 1      | + 1:30,847  | 17    | 1:38,019 (54.)   |
| 13   | Sébastien Bourdais   | Toro Rosso-Ferrari  | 56     | 2      | + 1:31,457  | 08    | 1:37,452 (36.)   |
| 14   | Mark Webber          | Red Bull-Renault    | 56     | 2      | + 1:32,422  | 16    | 1:37,680 (10.)   |
| 15   | Nico Rosberg         | Williams-Toyota     | 55     | 2      | + 1 Runde   | 14    | 1:37,246 (38.)   |
| 16   | Jenson Button        | Honda               | 55     | 2      | + 1 Runde   | 18    | 1:37,773 (54.)   |
| 17   | Giancarlo Fisichella | Force India-Ferrari | 55     | 1      | + 1 Runde   | 20    | 1:38,372 (54.)   |
| –    | Heikki Kovalainen    | McLaren-Mercedes    | 49     | 2      | DNF         | 05    | 1:37,302 (32.)   |
| –    | Adrian Sutil         | Force India-Ferrari | 13     | 0      | DNF         | 19    | 1:39,683 (13.)   |
| –    | Jarno Trulli         | Toyota              | 2      | 1      | DNF         | 07    | 2:39,612 (02.)   |

## WM-Stände nach dem Rennen
Die ersten acht des Rennens bekamen 10, 8, 6, 5, 4, 3, 2 bzw. 1 Punkt(e).

### Fahrerwertung
| Pos. | Fahrer            | Konstrukteur       | Punkte |
| ---- | ----------------- | ------------------ | ------ |
| 01   | Lewis Hamilton    | McLaren-Mercedes   | 94     |
| 02   | Felipe Massa      | Ferrari            | 87     |
| 03   | Robert Kubica     | BMW Sauber         | 75     |
| 04   | Kimi Räikkönen    | Ferrari            | 69     |
| 05   | Nick Heidfeld     | BMW Sauber         | 60     |
| 07   | Fernando Alonso   | Renault            | 53     |
| 06   | Heikki Kovalainen | McLaren-Mercedes   | 51     |
| 08   | Sebastian Vettel  | Toro Rosso-Ferrari | 30     |
| 09   | Jarno Trulli      | Toyota             | 30     |
| 11   | Timo Glock        | Toyota             | 22     |
| 10   | Mark Webber       | Red Bull-Renault   | 21     |

| Pos. | Fahrer               | Konstrukteur        | Punkte |
| ---- | -------------------- | ------------------- | ------ |
| 12   | Nelson Piquet jr.    | Renault             | 19     |
| 13   | Nico Rosberg         | Williams-Toyota     | 17     |
| 14   | Rubens Barrichello   | Honda               | 11     |
| 15   | Kazuki Nakajima      | Williams-Toyota     | 9      |
| 16   | David Coulthard      | Red Bull-Renault    | 8      |
| 17   | Sébastien Bourdais   | Toro Rosso-Ferrari  | 4      |
| 18   | Jenson Button        | Honda               | 3      |
| 19   | Giancarlo Fisichella | Force India-Ferrari | 0      |
| 20   | Adrian Sutil         | Force India-Ferrari | 0      |
| 21   | Takuma Satō          | Super Aguri-Honda   | 0      |
| 22   | Anthony Davidson     | Super Aguri-Honda   | 0      |

### Konstrukteurswertung
| Pos. | Konstrukteur       | Punkte |
| ---- | ------------------ | ------ |
| 01   | Ferrari            | 156    |
| 02   | McLaren Mercedes   | 145    |
| 03   | BMW Sauber         | 135    |
| 04   | Renault            | 72     |
| 05   | Toyota             | 52     |
| 06   | Toro Rosso-Ferrari | 34     |

| Pos. | Konstrukteur        | Punkte |
| ---- | ------------------- | ------ |
| 07   | Red Bull-Renault    | 29     |
| 08   | Williams-Toyota     | 26     |
| 09   | Honda               | 14     |
| 10   | Force India-Ferrari | 0      |
| 11   | Super Aguri-Honda   | 0      |